# Jean Perey
 (mai 2016).
Si vous disposez d'ouvrages ou d'articles de référence ou si vous connaissez des sites web de qualité traitant du thème abordé ici, merci de compléter l'article en donnant les références utiles à sa vérifiabilité et en les liant à la section « Notes et références ».
Jean Perey, né le 14 février 1907 à Mériel (Seine-et-Oise) et décédé le 17 février 1981 à Paris, est un décorateur-dinandier.

## Biographie
Jean Perey est le quatrième enfant d'un famille de cinq, dont la dernière est le Professeur Marguerite Perey. Il entre à l'École nationale supérieure des arts appliqués et des métiers d'art. En 1932, il expose au Salon de la Nationale des Beaux Arts et obtient une bourse de voyage qui lui permet d'aller en Espagne. Il fut membre de la Société nationale des beaux-arts et membre du jury.
Il y a parmi ses œuvres : la porte d'entrée de la Société des Nations à New York (1937) et l'Arbre de Paix - un vase pour la salle à manger du Normandie (paquebot).
Après la guerre, il reprend son travail, s'occupe de modelage et exécute la Poupée Peynet en collaboration avec Raymond Peynet. Lors de la reconstruction, il fait pour la cathédrale de Gien un baptistère en cuivre rouge et à Besançon un ange de deux mètres de haut. Il exécute aussi pour le domaine de la Neylière, un monastère à Saint-Symphorien-sur-Coise, un tabernacle en cuivre rouge et à Tahiti le monument commémoratif des premiers chrétiens qui abordèrent l'île. Il a aussi réalisé les portes de laiton de l'église Saint-Michel de Rhinau.
Il repose dans le caveau familial à Versailles.